# Вони і ми
«Вони і ми» — радянський музичний короткометражний телефільм для дітей 1986 року, знятий на кіностудії «ЦСДФ.

## Сюжет
Фільм знятий в жанрі репортажу про роботу Московського зоопарку і складається з послідовних сцен, в яких на фоні дитячих пісень про мешканців зоопарку, написаних композитором Тетяною Островською демонструється життя тварин в клітках.

## У ролях
- Павло Сміян — вокал
- Федір Стуков — вокал
- Даша Оганезова — вокал

## Знімальна група
- Режисер-постановник —  Євген Андріканіс
- Автори сценарію —  Євген Андріканіс і М. Семенцова
- Оператори — Р. Комм і С. Кондаков
- Композитор —  Тетяна Островська
- Автор текстів пісень —  Михайло Лібін
- Виконавці пісень —  Павло Сміян,  Федя Стуков і Даша Оганезова
- Аранжировщик —  Сергій Рудницький
- Виконання інструментальної музики — ансамбль «Рок-Ательє»